# Helipuerto Costa Norte
El Helipuerto Costa Norte (Código OACI: LEPV) es un helipuerto situado en la ciudad lucense de Vivero (Galicia, España), en las inmediaciones del Puerto de Cillero. Este helipuerto fue construido a finales de los años 80, y una década más tarde modernizado y ampliado a una superficie de 4.000 metros cuadrados.
Este helipuerto es la base del helicóptero apodado "Pesca 2", uno de los helicópteros del Servicio de Guardacostas de Galicia, dependiente de la Junta de Galicia.

## Descripción
El helipuerto Costa Norte consta de un helipad construido en cemento, capaz de permitir el aterrizaje y despegue de helicópteros de gran tamaño. Asimismo, dispone de un hangar con dependencias para las tripulaciones y el mantenimiento de aeronaves, así como de un depósito para combustible Jet A1.

## Aeronaves
Desde que se inició el servicio de Rescate Aéreo, tres tipos de aeronaves han tenido como base el Helipuerto Costa Norte:
- Bell 212 Twin Two-Twelve - matrícula EC-FBM
- Eurocopter AS-365N-2 Dauphin II - matrícula EC-HIM[2]
- Sikorsky S-76C+ - matrícula EC-JET[3]
- Agusta Westland AW-139 Phase 5 - matrícula EC-OFL

## Galería de imágenes

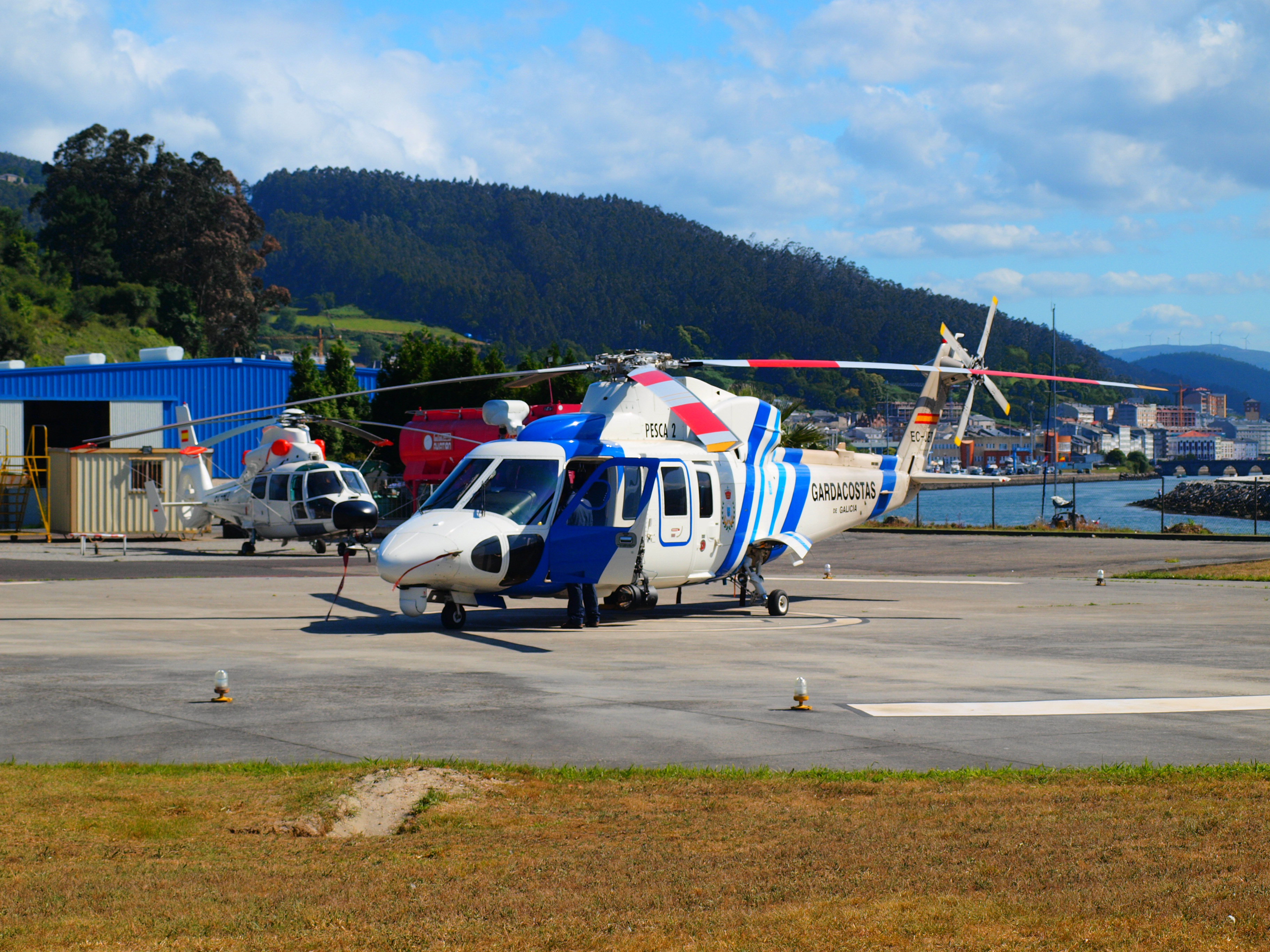
Sikorsky S-76C+ y Eurocopter AS-365N-2 Dauphin 2 en el Helipuerto Costa Norte.
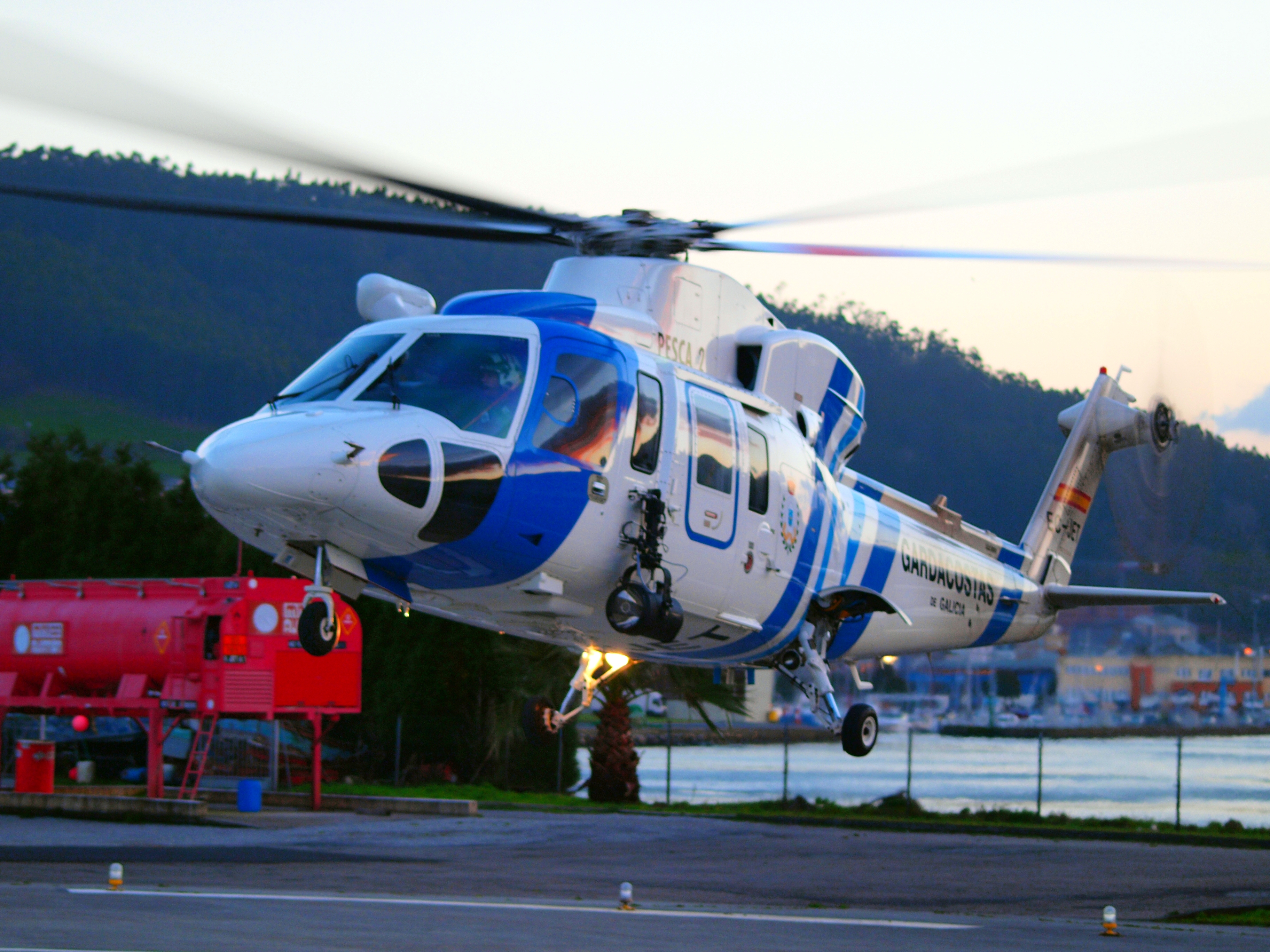
Sikorsky S-76C+ del Servicio de Guardacostas de Galicia despegando del helipuerto.
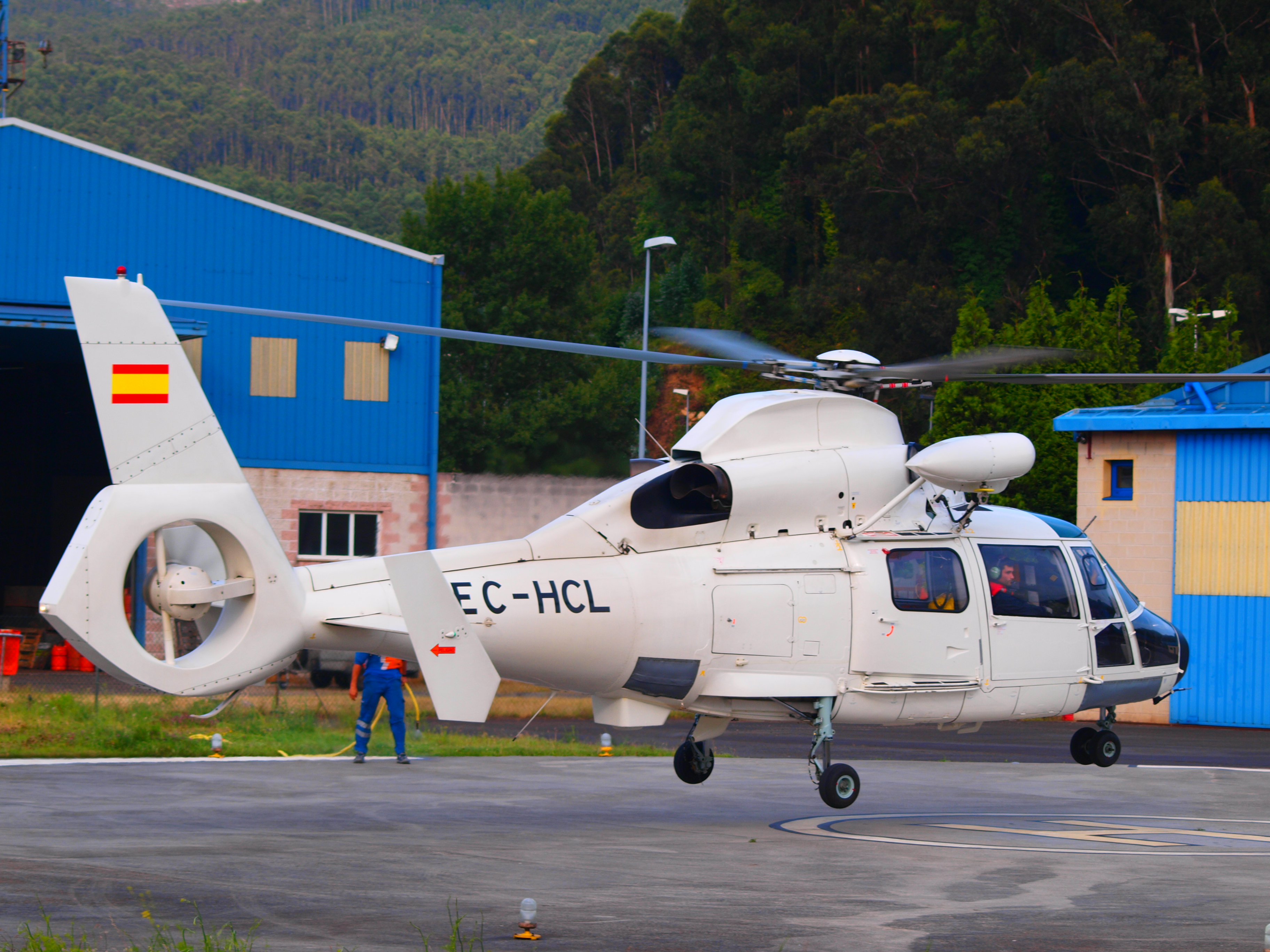
Eurocopter AS-365N-2 Dauphin 2 de Helicsa aterrizando en el Helipuerto Costa Norte.
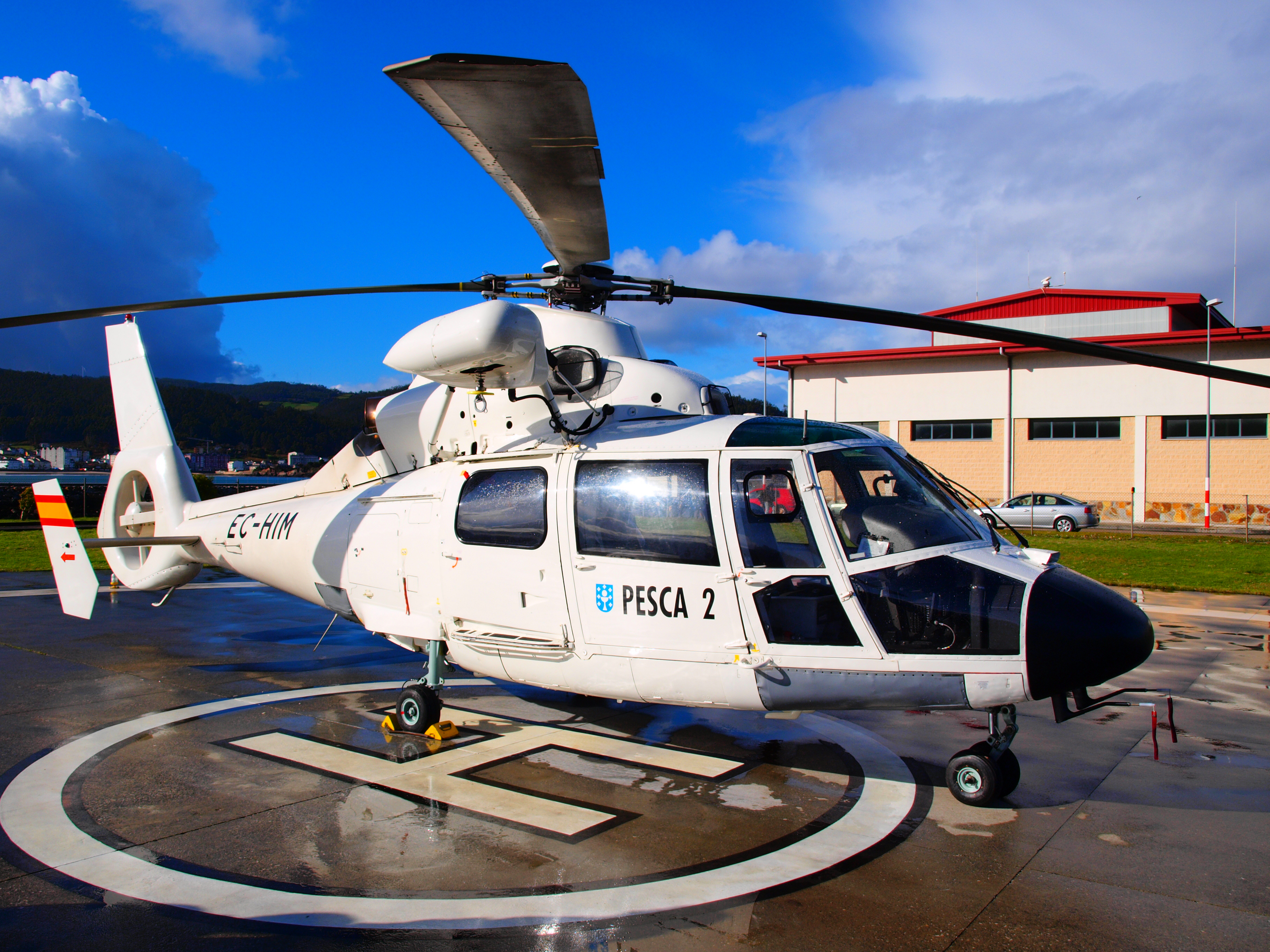
Eurocopter AS-365N-2 Dauphin 2 de Helicsa, portando el emblema «Pesca 2».